# Sopwith Snipe
Il Sopwith 7F.1 Snipe fu un caccia monomotore biplano sviluppato dall'azienda aeronautica britannica Sopwith Aviation Company nei tardi anni dieci del XX secolo.
Entrato in servizio con il Royal Flying Corps poco prima del termine della prima guerra mondiale, venne sviluppato per contrastare i pari ruolo a disposizione della tedesco imperiale Luftstreitkräfte in manovrabilità e velocità di salita. Al termine del conflitto venne selezionato dalla neoistituita Royal Air Force (RAF) come caccia monoposto standard rimanendo in servizio fino al 1926.

## Storia del progetto
Nell'aprile 1917 Herbert Smith, il capo progettista della Sopwith, iniziò a disegnare un nuovo modello di caccia che nelle sue intenzioni era destinato a sostituire il più celebre degli aerei realizzati dall'azienda, l'eccellente Sopwith Camel. Il progetto risultante, chiamato Snipe da Sopwith, fu un caccia dalla velatura biplana a singola capriata, leggermente più piccolo del Camel ed equipaggiato con un'equivalente motorizzazione; tra le alternative proposte il rotativo Bentley AR.1 (in seguito conosciuto come Bentley BR1) da 150 hp (110 kW), il Gnome Delta "Monosoupape" da 150 hp, il Clerget 9B da 130 hp o il Le Rhône 9J da 110 hp. Il pilota sedeva più in alto del Camel e nell'ala superiore era ricavato uno svaso per permettere una migliore visibilità rispetto al suo predecessore. L'armamento consisteva in due mitragliatrici Vickers calibro 0.303 in (7,7 mm). Nel settembre 1917, pur in assenza di un ordine di fornitura ufficiale, Sopwith decise su iniziativa personale di iniziare la costruzione di due prototipi approfittando di una licenza concessagli per la costruzione di quattro prototipi del bombardiere Sopwith Rhino dei quali verranno realizzati solo due esemplari.
La costruzione del primo prototipo dello Snipe, equipaggiato con un motore Bentley AR.1, venne terminata nell'ottobre 1917, seguito un mese più tardi dal secondo, al quale venne applicato il nuovo Bentley BR2 da 230 hp (172 kW). Quest'ultimo, grazie alla superiore potenza disponibile, era in grado di garantire delle prestazioni generali più elevate convincendo le autorità militari ad emettere un ordine di fornitura per sei prototipi, inclusi i due già costruiti su iniziativa privata.
Il terzo prototipo portato in volo, numero di serie B9965, era stato oggetto di alcune importanti modifiche: l'ala aveva un nuovo disegno, caratterizzato da un'ampia sezione centrale e su quella superiore da un piccolo svaso per aumentare la visibilità del pilota, la fusoliera aveva ora una sezione completamente circolare, abbandonando quella dai lati dritti dei primi due esemplari, e la coda era di dimensioni inferiori. Questo prototipo, durante i test test ufficiali tenuti nel dicembre 1917, riuscì a raggiungere una velocità massima pari a 119 mph (192 km/h), per poi essere oggetto di nuove modifiche alla velatura, adottandone una dalla maggiore apertura alare (30 ft (9,14m)) dotata di una doppia coppia di montanti, due per lato, al posto di quella da 25 ft 9 in (7,85 m) con una sola coppia di montanti per lato. Questo permise allo Snipe di competere per la Air Board Specification A.1(a), specifica per un caccia monoposto d'alta quota che prevedeva la capacità di raggiungere una velocità massima di almeno 135 mph (225 km/h) a 15 000 ft (4 573 m) ed una quota massima raggiungibile di almeno 25 000 ft (7 620 m), equipaggiato con una coppia di mitragliatrici fisse più una brandeggiabile. Era inoltre previsto come equipaggiamento un impianto di ossigeno ed abbigliamento riscaldato elettricamente per aiutare il pilota nelle operazioni ad alta quota.
Lo Snipe venne valutato dalla autorità militari assieme ad altri tre concorrenti, il triplano Austin Osprey ed i biplani Boulton & Paul Bobolink e Nieuport B.N.1 tutti motorizzati con il Bentley BR2. Benché le prove comparative avessero rivelato delle prestazioni molto simili tra i modelli, per la produzione in serie venne selezionata la Sopwith la quale ottenne un contratto per la fornitura di 1 700 esemplari sottoscritto nel marzo 1918.
La struttura dello Snipe era un po' più pesante, ma molto più robusta di quella dei precedenti caccia Sopwith. Anche se non poteva essere considerato tra i più veloci velivoli del 1918, aveva una manovrabilità superiore ed era più facile da pilotare del Camel, rispetto al quale vantava anche una visibilità migliore sia in avanti che verso l'alto. Lo Snipe era inoltre caratterizzato da una velocità di salita superiore e da prestazioni ad alta quota complessivamente migliori del suo predecessore, permettendogli di competere ad armi pari con i più recenti caccia tedeschi. Ulteriori modifiche furono apportate sia nel period bellico che in quello successivo.
Lo Snipe era costruito attorno al motore Bentley BR2, l'ultimo motore rotativo adottato dalla RAF. Aveva una velocità massima di 121 mph a 10.000 ft rispetto alle 115 mph (185 km/h) del Camel alla stessa altitudine, e un'autonomia di tre ore. L'armamento fisso consisteva in due mitragliatrici Vickers calibro 0.303 in (7,7 mm) montate sul cofano motore e poteva portare quattro bombe da caduta da 25 lb (11 kg), lo stesso armamento del Camel. Il progetto prevedeva anche la possibilità di montare una mitragliatrice Lewis posizionata nella sezione centrale, in modo analogo al Sopwith Dolphin, ma questa soluzione non fu adottata nella versione entrata in produzione.
La produzione dello Snipe iniziò nel 1918 con un ordine per 4.500 esemplari e terminò nel 1919, alla conclusione delle ostilità, quando ne erano stati costruiti poco meno di 500, in seguito alla cancellazione dell'ordine. Ci fu una sola variante, lo Snipe I, ma i velivoli vennero prodotti anche da diverse altre aziende tra cui Boulton & Paul Ltd, Coventry Ordnance Works, D. Napier & Son, Nieuport e Rushton Proctor & Co Ltd.
Due esemplari furono rimotorizzati con un radiale ABC Dragonfly da 320 hp (239 kW) e furono identificati come Sopwith Dragon. Una versione corazzata entrò in produzione come Sopwith Salamander.

## Utilizzatori
Australia
- Australian Flying Corps
  - No. 4 Squadron AFC in Francia.
  - No. 5 (Training) Squadron AFC nel Regno Unito.
  - No. 8 (Training) Squadron AFC nel Regno Unito.

 Brasile
- Força Aeronaval

operò con 12 esemplari.
 Canada
- Canadian Air Force
  - No. 1 Squadron, Canadian Air Force

 Impero russo
- Armata Bianca russa

 Regno Unito
- Royal Flying Corps
- Royal Air Force

 Unione Sovietica
- Sovetskie Voenno-vozdušnye sily